# Polizistenmord auf der Gaisburger Brücke
Am 8. August 1989 wurden auf der Gaisburger Brücke in Stuttgart-Gaisburg zwei Polizisten von Frederic Otomo alias Albert Ament ermordet.

## Vorgeschichte der Tat
Bei einer Kontrolle in einer Straßenbahn der Linie 9 wurde Frederic Otomo kontrolliert und konnte keinen gültigen Fahrschein vorzeigen. Otomo schlug einen der beiden Kontrolleure ins Gesicht; dieser verlor mehrere Zähne. Er flüchtete aus der Straßenbahn an der Haltestelle Landhausstraße. Nach der Körperverletzung wurde nach ihm gefahndet. Um 6:50, etwa eine halbe Stunde nach dem Vorfall in der Straßenbahn, wurde die Fahndung im Bereich des Großmarktes abgebrochen. Andere Quellen geben eine einstündige Fahndung an.

## Mord auf der Gaisburger Brücke
Kurz nach 9 Uhr wurde Otomo von einer Streife bei der Verkehrsüberwachung auf der Gaisburger Brücke festgestellt. Die Beamten Harald Poppe und Peter Quast erhielten von einem weiteren Streifenwagen Unterstützung und sprachen den Mann an, erhielten aber keine Antwort von ihm. Er ließ sich auch nicht abführen. Otomo sollte daraufhin in einen VW-Bus der Polizei verbracht werden. Während ein Beamter den Funk besetzt hielt, sollte Otomo von fünf Beamten festgenommen werden. Sie stellten sich im Halbkreis um ihn. Otomo flüchtete, wurde aber nach einigen Metern bereits eingeholt. Im nächsten Moment schien es, als stoße Otomo mit seiner aufgerollten Zeitung nach den Polizisten. Die Zeitung enthielt ein Bajonett, das er stets mitführte. Innerhalb von 15 Sekunden wurden drei Beamte verletzt. Polizeiobermeister Harald Poppe erhielt einen Lungenstich, konnte aber noch einmal auf den Täter schießen. Der verletzte Täter stach Polizeiobermeister Peter Quast ins Herz. Der ebenfalls schwer verletzte Jürgen Hähnlein feuerte dreimal auf den flüchtenden Täter und traf ihn tödlich.
Der 28-jährige Quast starb noch am Tatort, Poppe, 27, eine Stunde später im Krankenhaus. Jürgen Hähnlein und Joachim L. wurden schwer, ein weiterer Polizist leicht verletzt.

## Frederic Otomo
Frédéric Beyida-Otomo wurde am 6. September 1941 in Kamerun geboren. 1981 reiste er aus Liberia als blinder Passagier nach Deutschland ein und gab sich als Albert Ament aus. Ferner gab er an, Liberianer zu sein und beantragte Asyl. Sein Asylantrag wurde abgelehnt, er erhielt aber eine Duldung.

## Folgen der Tat
Nach der Tat wurde gefordert, die Abschiebepraxis zu verschärfen, da Otomo sich mehrere Jahre als geduldeter Ausländer in Deutschland aufhielt.
1999 wurde die Tat in dem Film Otomo dargestellt.